# Pallenis hierochuntica
Pallenis hierochuntica là một loài thực vật có hoa trong họ Cúc. Loài này được (Michon) Greuter mô tả khoa học đầu tiên năm 1997.